# فرناندو هينريكز
فرناندو هينريكز (بالإسبانية: Fernando Betancourt)‏ هو راكب الكنو إسباني، ولد في 27 مارس 1956، وتوفي في 30 يوليو 2018.

## وصلات خارجية
- فرناندو هينريكز على موقع أوليمبيديا (الإنجليزية)